# Лудовико II Пико делла Мирандола
Лудови́ко II Пи́ко де́лла Мира́ндола  (итал. Ludovico II Pico della Mirandola; 1527, Мирандола, синьория Мирандола — 1568, там же) — аристократ из рода Пико; синьор Мирандолы и граф Конкордии с 1509 по 1568 год.

## Семья и ранние годы
Родился в Мирандоле в 1527 году. Он был старшим сыном синьора Мирандолы и графа Конкордии Галеотто II Пико и его супруги Ипполиты Гонзага, принцессы из дома синьоров Боццоло и графов Саббьонеты и Родиго. По отцовской линии приходился внуком Лудовико I Пико, синьору Мирандолы и графу Конкордии и Франческе Тривульцио, внебрачной дочери кондотьера Джан Джакомо Тривульцио, маркграфа Виджевано. По материнской линии был внуком Лудовико Гонзага, суверенного графа Саббьонеты и Франчески Фиески. Отец принца, после убийства своего дяди Джанфранческо II Пико, в Итальянских войнах перешёл на сторону Французского королевства. В 1536 году Галеотто II отправил своих детей в Париж ко двору короля Франциска I.

## Правление
После смерти отца в 1550 году Лудовико вернулся на родину, чтобы приступить к правлению во владениях рода. Война между Французским королевством и Священной Римской империей, поддерживаемой Папским государством, за владение над Пармой и Пьяченцей после смерти Пьерлуиджи Фарнезе, в 1551 году привела к осаде Мирандолы. В 1552 году стороны заключили перемирие.
В 1554 году в звании генерала кавалерии Лудовико II Пико участвовал в обороне Сиены, осаждённой армией Козимо I Медичи, и потерпел поражение. Он удалился в свои владения, где занялся строительством. Расширил и укрепил крепостные стены Мирандолы, включив в них церковь Святого Франциска с прилегающим к ней монастырём. В 1561 году построил башню с часами.
В ноябре 1568 года Лудовико II Пико был раскрыт заговор с целью его убийства и передачи владений дома Пико его кузену Джироламо Пико. Спустя восемь дней после ареста участников заговора, их казни и конфискации имущества, Людовико II Пико внезапно скончался. Предположительно, он был отравлен. Правление во владениях в доме Пико на правах регента перешло к вдове покойного синьора и маркграфа до совершеннолетия его наследника.

## Браки и потомство
В Ферраре в 1553 году Лудовико II Пико сочетался первым браком с Ренатой д’Эсте (ум. 1555), незаконнорожденной дочерью кардинала Ипполито д’Эсте от неизвестной по имени, в браке с которой у него родился единственный ребёнок:
- Ипполита, сочеталась браком с Альфонсо Тодескини-Пикколомини (ум. 1591), герцогом Монтемарчиано[2][9].

В Корреджо в 1561 году Лудовико II Пико сочетался вторым браком с Фульвией да Корреджо (10.02.1543 — 07.10.1590), дочерью графа Ипполито да Корреджо и Кьяры да Корреджо, в браке с которой у него родились шестеро детей, из которых четверо дожили до совершеннолетия:
- Галеотто (1564 — 16.08.1597), князь Мирандолы и маркграф Конкордии под именем Галеотто III, кавалер ордена Святого Михаила, рыцарь Тевтонского и Мальтийского орденов;
- Федерико (1565 — 02.12.1602), князь Мирандолы и маркграф Конкордии под именем Федерико II, сочетался браком с Ипполитой д’Эсте[итал.] (6.11.1565 — 1.05.1602), дочерью Альфонсо д’Эсте, маркграфа Монтеккьо;
- Алессандро (15.05.1566 — 02.09.1637), герцог Мирандолы и маркграф Конкордии под именем Алессандро I, сочетался браком с Лаурой д’Эсте (27.03.1594 — 1630), дочерью Чезаре д’Эсте, герцога Модены и Реджо;
- Джованни, князь «Академии необразованных» (итал. Accademia Incolti) в Мирандоле;
- Лудовико;
- Рената (ум. 1607[10]), сочеталась браком с Франческо Сальвиати, синьором Гроттаминарды, флорентийским патрицием и непотом кардинала Антона Марии Сальвиати[итал.][2][9][11].

## Комментарии
1. ↑  Согласно Помпео Литта[итал.] по заказу Лудовико II венецианский художник Якопо Пальма-младший украсил дворец правителей Мирандолы циклом фресок на сюжет «Мифа о Психее»[2], но это ошибка. Фрески были написаны живописцем в 1608 году по заказу сына Лудовико II Алессандро I Пико делла Мирандола[8].